# Symbolbegriff der Psychoanalyse

## Begriffsgeschichte und -entwicklung

### Freud

#### Erinnerungssymbol
Der Begriff Symbol findet sich in den Schriften Freuds erstmals in der Form des Erinnerungssymbols. Es tritt hier auf als Erinnerung an ein Symptom und hat keinen Bedeutungsgehalt, sondern markiert nur einen zeitlichen Zusammenhang mit dem erinnerten Symptom (z. B. Schmerzerinnerung). Dieser Zusammenhang ist dem Subjekt unbewusst.

#### Traumsymbol
In der „Traumdeutung“ entwickelt Freud einen neuen Symbolbegriff, eine systematische Lehre von den Traumsymbolen. Das Traumsymbol ist nicht Produkt individueller unbewusster Prozesse, sondern liegt kulturell vor. Zur Genese dieses kulturellen Erbes stellte sich Freud vor, dass, was „(…) heute symbolisch verbunden ist, (…) wahrscheinlich in Urzeiten durch begriffliche und sprachliche Identität vereint war.“ Die Traumsymbolik ist quasi der „Deckmantel“, den das kulturelle Erbe für den Ausdruck der Wünsche bereithält. Die Symbolbildung erklärt er als Vorstufe zur Begriffsbildung, als unbewussten Ersatz für den Begriff im Bewussten.

„Bleiben wir noch bei den Symbolen. Es gab solche, die wir erkannt zu haben glaubten und bei denen es uns doch störte, daß wir nicht angeben konnten, wie das Symbol zu der Bedeutung gekommen war. In solchen Fällen mußten uns Bestätigungen von anderswoher, aus Sprachwissenschaft, Folklore, Mythologie, Ritual besonders willkommen sein.“

#### Symbol und subjektiver (lebensgeschichtlicher) Sinn
Ein bei Freud angelegtes Verständnis des Symbols im Sinne von „Bedeutung als kreative Leistung des Subjekts“ findet sich bereits in Freuds Untersuchungen zu den Sprachstörungen aphasischer Patienten. Da Freud bis vor wenigen Jahrzehnten von den Psychoanalytikern in einen „Neurologen“ und einen „Psychoanalytiker“ aufgeteilt wurde – was u. a. Grubrich-Simitis wie Lorenzer (s. u.) kritisieren, blieb diese Fassung des Symbolbegriffs weitgehend unrezipiert.

### Ernest Jones
Ernest Jones nimmt Freuds Bestimmung des Symbolischen als Stellvertreter für verdrängte Wünsche auf und prägt damit für lange Zeit die engere Auffassung des Symbolbegriffs in der Psychoanalyse. Diese Auffassung nimmt Freuds Bindung des Symbols an das Unbewusste auf. Allerdings findet sich bei Jones auch eine weitere Auffassung, in der Symbole nicht an das Verdrängte gebunden sind, sondern die gesamte kulturelle Entwicklung umfassen. Diese Symbole müssen immer wieder neu aus dem individuellen Erleben heraus geschaffen werden. Damit tritt das Symbol in den Hintergrund zugunsten des Prozesses der Symbolisierung.

### Nach Jones
In der folgenden Diskussion des Symbolbegriffs tritt der zuletzt angedeutete Zusammenhang deutlicher hervor, indem das Symbol (als Inhalt) in seiner semantischen Funktion als unablösbar von seiner sowohl intra- wie interindividuell vermittelnden Funktion gesehen wird. Dies schließt die soziale, wie die kreative Situation ein. Vorausgesetzt, dass das Symbol weniger als universelles Phänomen (Jung), oder als Zeichen einer symbolischen Ordnung (Lacan) gesehen wird, kann das Symbolverständnis in der Psychoanalyse damit einer Kritik unterzogen werden, die es auch anschlussfähig an die und diskussionsfähig mit den neueren Symboltheorien macht.

### Alfred Lorenzer
In seiner „Kritik des psychoanalytischen Symbolbegriffs“ unterscheidet Alfred Lorenzer in Anlehnung an Susanne K. Langer zwischen präsentativen (gestisch-affektiven) und diskursiven Symbolen, also Sprachsymbolen.
Er löst damit den engen psychoanalytischen Symbolbegriff aus seiner alleinigen Bindung an unbewusste psychische Prozesse. Hierdurch erst wurde der psychoanalytische Symbolbegriff sowohl metatheoretisch fundiert, als auch interdisziplinär diskutierbar. Den Prozess der Symbolbildung setzt er folglich früh in der Ontogenese an, bereits in den vorsprachlichen Erlebnissen des Subjekts mit seinen Bezugspersonen, den sinnlich-symbolischen Interaktionsformen. Diese bilden die erste Stufe der Subjektbildung. Die Symbolbildung ist damit eine Leistung des Ichs, d. h. dessen vorbewusster und bewusster Funktionen.
Nach der „Einführungssituation von Sprache“ entwickeln sich die Sprachsymbole, die bewusstes Denken und (Probe-)Handeln ermöglichen. Dies ist die zweite Stufe der Subjektbildung, die das Subjekt in die Gemeinschaft der Sprache einbindet. Symbol- und Sprachtheorie werden damit zu zentralen Themen für Lorenzers Metatheorie der Psychoanalyse, die er als eine „Hermeneutik des Leibes“ auf den Begriff bringt. In einer späteren Schrift arbeitet Lorenzer sein aus der Psychoanalyse entwickeltes Verständnis des psychoanalytischen Symbolbegriffs – die Bedeutung der Sinnlichkeit und der Sprachlichkeit – am Beispiel der Religion und an anderen kulturellen Phänomenen heraus. Er legt damit einen Methodentransfer von der Analyse subjektiver Struktur in der Psychoanalyse zur Analyse kollektiver Phänomene vor. Lorenzers Kritik des psychoanalytischen Symbolbegriffs wird u. a. in den Kultur-, Sprach- und Religionswissenschaften, in der Pädagogik und den Literaturwissenschaften etc. rezipiert und z. T. weiterentwickelt.